# سليمة لعبيدي
سليمة لعبيدي (29 ديسمبر 1949 - 4 أبريل 2013)، ممثلة ومسرحية جزائرية. ولدت بمليانة بدأت مسيرتها الفنية بالتحاقها بالمسرح الاذاعي للقناة الإذاعة الثانية في 1966 حيث أدت العديد من الأدوار المسرحية ذات الطابع الاجتماعي قبل أن تلج إلى عالم السينما أين سجلت حضورها كممثلة في العديد من الأفلام والمسلسلات على غرار «أخام ندا مزيان» (دار دا مزيان) للمخرج محفوظ عكاشة و«المشوار» للراحل جمال فزاز و«ياك نيغاك» (سبقت وأن قلت لك) لحميد حرحار.

## مشوارها الفني
عرفها الجمهور الجزائري في العشرات من الأفلام والمسسلسلات الاجتماعية ولم تغب عن الشاشة إلى غايت وفاتها في 4 أبريل 2013 عن عمر يناهز 63 سنة بمرض عضال قاومته حتى اللحظات الأخيرة.